# Норра-Квилль
Норра Квилль (швед. Norra Kvill) — национальный парк в Швеции, находится рядом с Виммербю, в Кальмарском лене. Большую часть парка занимает горный ландшафт, покрытый хвойным лесом. За последние 150 лет здесь не было срублено ни одно дерево, а в нескольких километрах от парка находится знаменитый Румскулльский дуб, 14 метров в охвате, которому, по оценкам учёных, может быть 1000 лет.